# NGC 1738
NGC 1738 is een balkspiraalstelsel in het sterrenbeeld Haas. Het hemelobject werd in 1886 ontdekt door de Amerikaanse astronoom Ormond Stone.

## Synoniemen
- PGC 16585
- ESO 552-49
- MCG -3-13-54
- IRAS04595-1813